# Neturei Karta
Cette page contient des caractères spéciaux ou non latins. S’ils s’affichent mal (▯, ?, etc.), consultez la page d’aide Unicode.
Les Neturei Karta (en judéo-araméen babylonien : נטורי קרתא ; « les gardiens de la cité ») sont un groupe de juifs haredim (ultra-orthodoxes) radicalement antisionistes prônant le « démantèlement » de l’État d’Israël, et l'établissement d'un État palestinien.

## Idéologie
Les Neturei Karta  considèrent que l’État juif de l’Antiquité fut détruit par la volonté divine et que seul le Messie pourra le rétablir. Toute tentative humaine de recréer un État juif avant la venue du Messie est donc une attaque contre la volonté divine. Lors des élections israéliennes, ils appellent ainsi de façon systématique à refuser de voter.
Très spécifiques sur le plan politique, les Neturei Karta ont peu de différences théologiques avec les autres groupes ultra-orthodoxes. Tout comme eux, ils ont une conception extrêmement stricte de l’application de la halakha (la loi religieuse juive orthodoxe).
Les ultra-orthodoxes sont appelés en hébreu les haredim, du mot hébreu harada (« forte peur », « terreur »). Les Neturei Karta, comme les autres haredim, sont donc « terrifiés » à l’idée de violer le moindre commandement divin, d’où des attitudes générales d’extrême prudence particulièrement fortes vis-à-vis de tout manquement. La télévision ou la presse laïque sont ainsi refusées, par crainte d’y voir des images indécentes.
Il existe des groupes haredim plus ou moins stricts. Au sein du camp haredi, la plupart des tendances les plus antisionistes et les plus fondamentalistes sont regroupées au sein de la Edah Haredit, une fédération assez souple de groupes fondamentalistes autonomes, dotée en Israël de ses propres tribunaux rabbiniques.
Bien qu’ayant des liens avec la Edah, les Neturei Karta n’en sont pas membres.
Les Neturei Karta possèdent un hymne, Hashem Hu Malkeinu (« Hachem est notre roi »), hymne antisioniste composé par le rabbin Amram Blau lors de sa détention dans une prison israélienne à la fin des années 1940. Cet hymne, également repris par les dynasties hassidiques antisionistes Toldos Aharon, Toldos Avrohom Yitzchok, Pshevorsk et Satmar est traditionnellement chanté lors de la fête de Pourim, où les Neturei Karta (ainsi que d'autres groupes religieux comme Satmar) ont pris l'habitude de brûler des drapeaux de l’État d'Israël, en signe de protestation.

## Création
Le groupe est apparu en 1938, lors d’une scission avec le parti religieux Agoudat Israel, considéré comme devenu trop tolérant vis-à-vis du sionisme.
Aujourd'hui Neturei Karta se compose de deux branches : la faction principale et plus modérée dirigée par le rabbin Reuven Zelig Katzenellenbogen, et une faction radicale et plus petite, conduite par le rabbin Moshe Hirsch à Jérusalem et par les rabbins Yisroel Dovid Weiss et Moshe Ber Beck à New York. La seconde branche est appelée communément « sicaires ». Même si elle est nettement plus petite que la branche la plus modérée, elle est plus largement connue, et souvent citée comme « Neturei Karta », entraînant des critiques de l'organisation dans son ensemble.

## Géographie
La majorité des membres vit à Jérusalem en particulier dans le quartier de Mea Sharim et à Beit Shemesh, près de Jérusalem.
D’autres groupes, se trouvent également à Londres, Vienne, Anvers, New York et d’autres parties de l’État de New York. Il existe aussi une communauté à Montréal, qui a pris part à une manifestation contre l’invasion du Liban en 2006.

## Actions publiques
Les membres de Naturei Karta soutiennent ouvertement la Palestine.
En 1994, le rabbin Moshe Hirsch, membre de Neturei Karta, est nommé ministre des Affaires juives du gouvernement palestinien par Yasser Arafat,. Il est aussi devenu un membre régulier du Conseil national palestinien.
Fin juillet 2009, des membres américains de Neturei Karta se rendent à Gaza, pour y rencontrer le haut responsable du Hamas, Ismaël Haniyeh, après avoir contourné le blocus israélien en passant par l’Égypte ; ils y ont déclaré : « C’est votre terre, elle est occupée de manière illégitime et injuste par des gens qui l’ont volée, kidnappée au nom du judaïsme et de l’identité juive. »

## Controverses

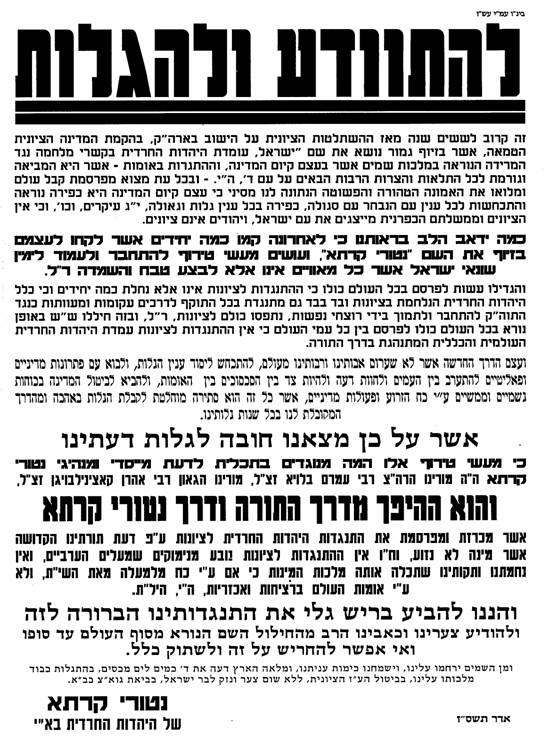
Affiche murale émise par la faction modérée de Neturei Karta à Méa Shéarim et condamnant la participation de certains membres à la conférence sur l’Holocauste organisée à Téhéran en décembre 2006. Les affiches murales sont un mode de communication habituel des rabbins importants dans les quartiers ultra-orthodoxes.

Les Neturei Karta ont rencontré diverses personnalités controversées.
Les raisons de ces rapprochements avec des personnalités considérées tantôt comme anti-israéliennes ou antisionistes, tantôt comme antisémites, sont reliées à la conviction que le sionisme, en tant que révolte contre la volonté divine, ne pourra qu’entraîner des punitions divines de plus en plus fortes du peuple juif (la Shoah étant l’une d’elles).
Le rabbin Ber Beck a rencontré en 2000 Louis Farrakhan, dirigeant antisémite de la Nation of Islam.
La conférence niant le génocide juif organisée par le gouvernement iranien (décembre 2006) a non seulement provoqué de fortes critiques à l’extérieur du mouvement, mais a aussi provoqué de vives divergences entre la Edah Haredit et certains Neturei. Un groupe de sept membres d’une faction minoritaire des Neturei Karta (celle du rabbin Moshe Hirsch) a en effet décidé de participer par antisionisme à cette conférence, entraînant la condamnation de la direction de la Edah Haredit, traditionnellement dirigée par la direction des hassidim de Satmar. Un herem (excommunication) a même été envisagé, sans passage à l’acte. La direction de Neturei Karta, qui défendait historiquement des relations avec le président iranien Ahmadinejad, a cette fois suivi la Edah Haredit. Lors de cet incident, la fracture est donc passée plus au sein des Neturei qu’entre ceux-ci et la Edah.
En France, ils se font connaître en 2004 par l’accueil que leur réserve Dieudonné, avant que le mouvement radical de Kémi Séba, le Mouvement des damnés de l’impérialisme (MDI), revendique une alliance avec eux. En 2006, des rabbins de Neturei Karta participent au grand rassemblement négationniste organisé par le président iranien Ahmadinejad à Téhéran, au côté d'un ancien membre du Ku Klux Klan et des négationnistes, tels que Robert Faurisson.

## Galerie

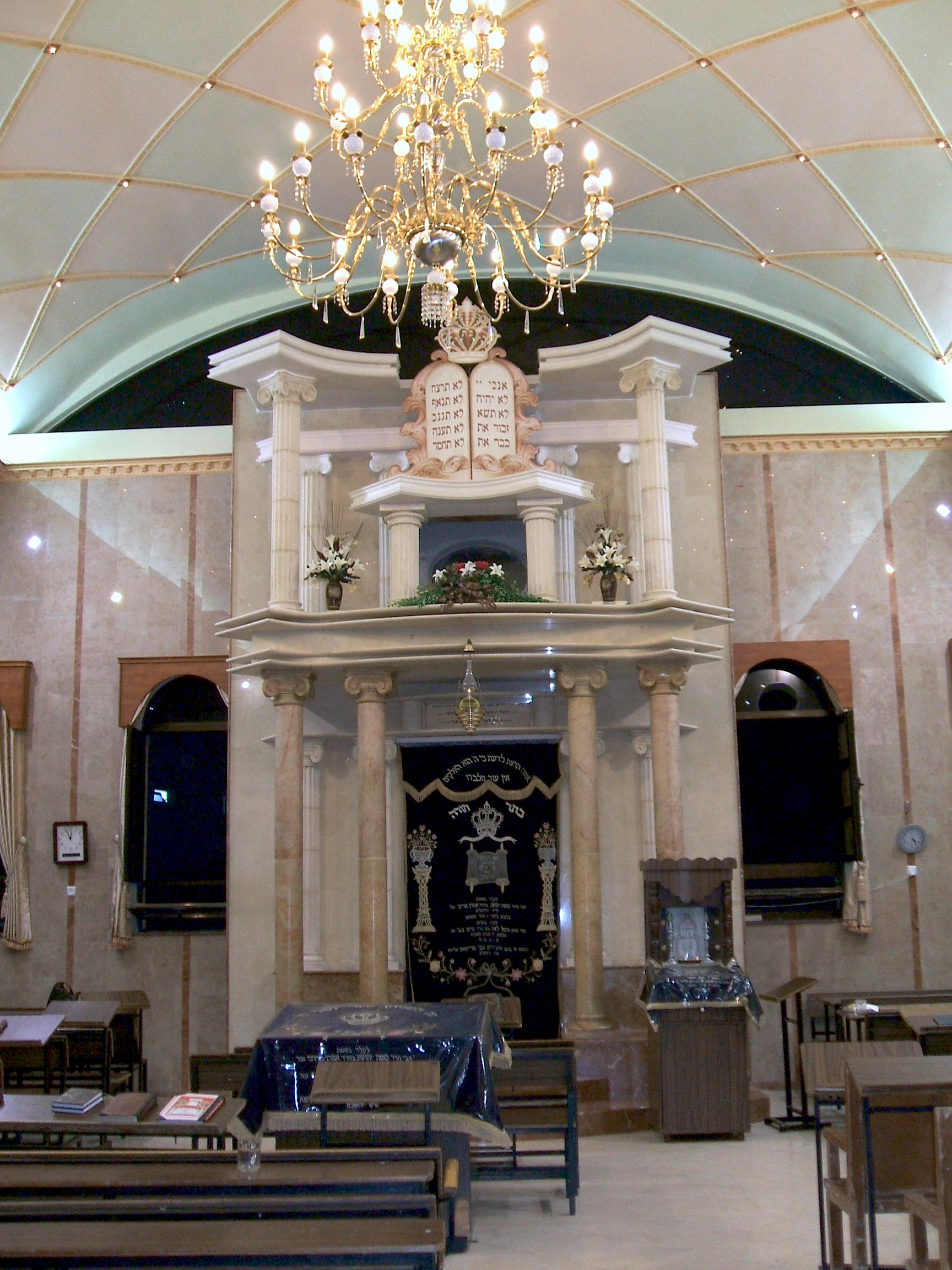
Synagogue et salle d'étude Neturei Karta, Jérusalem.
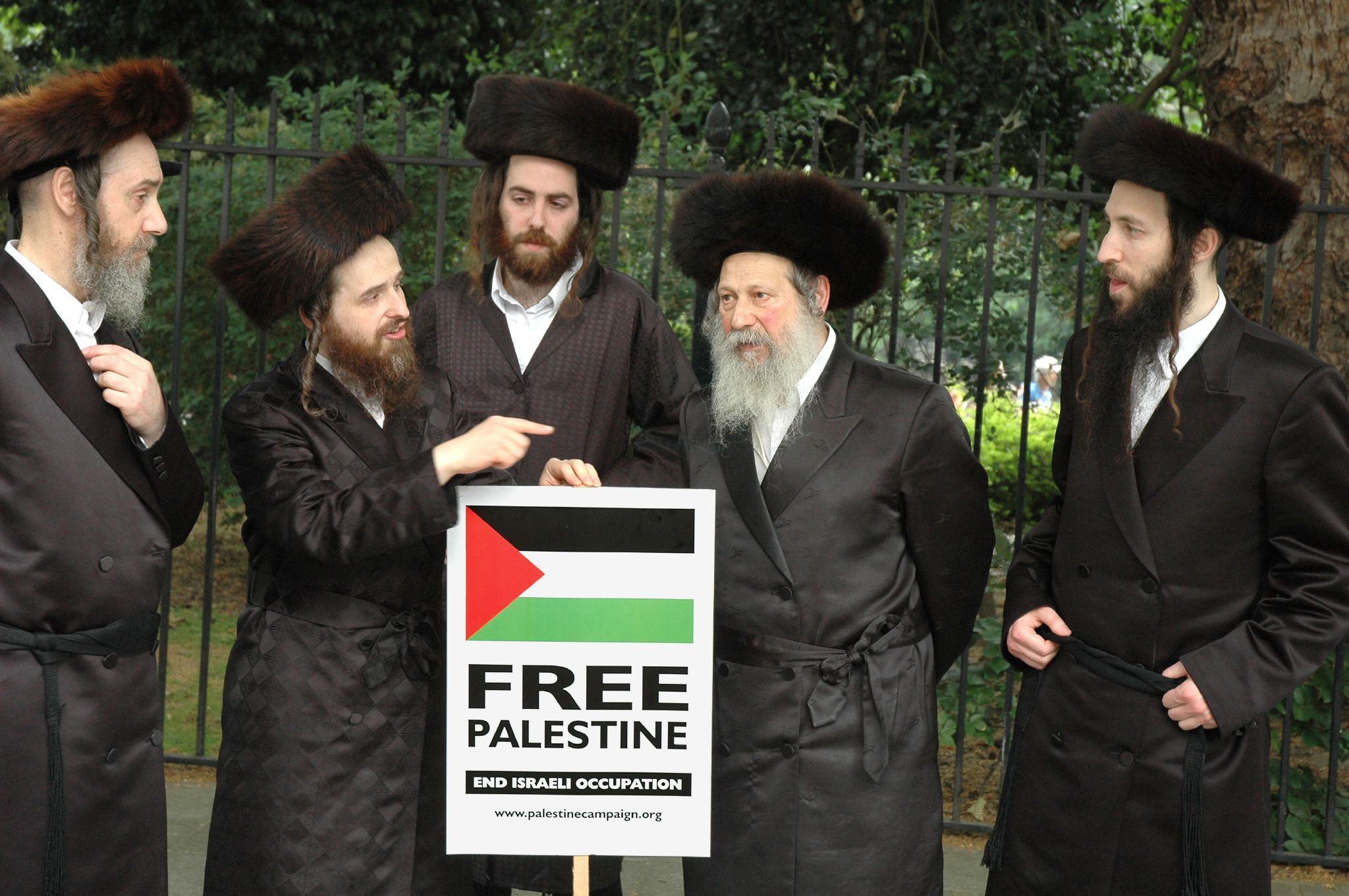
'Naturei Karta. Membres soutenant la cause palestienne à Londres en 2005.
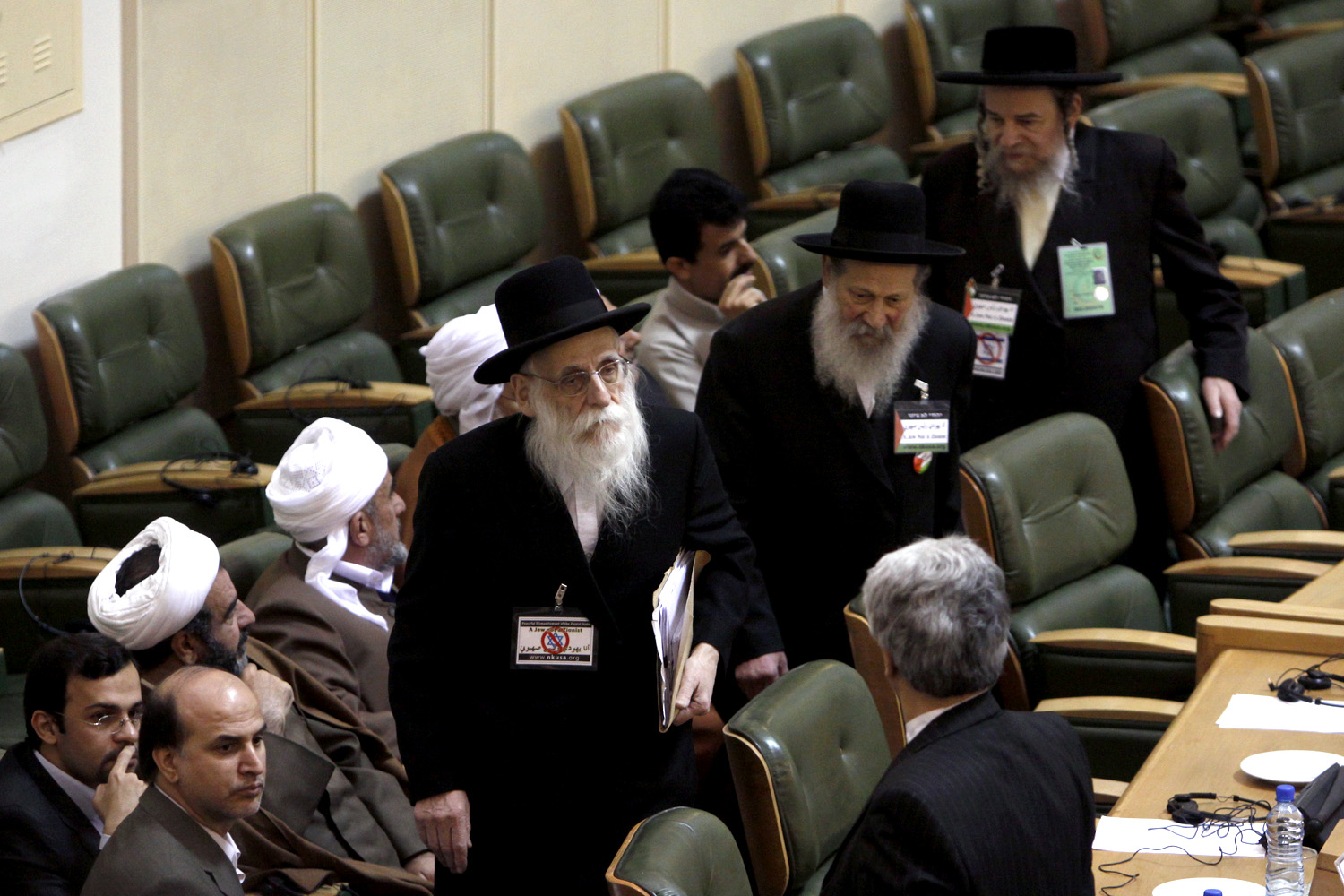
Naturei Karta. Membres participant  à une conférence à Téhéran, Iran, en 2009.
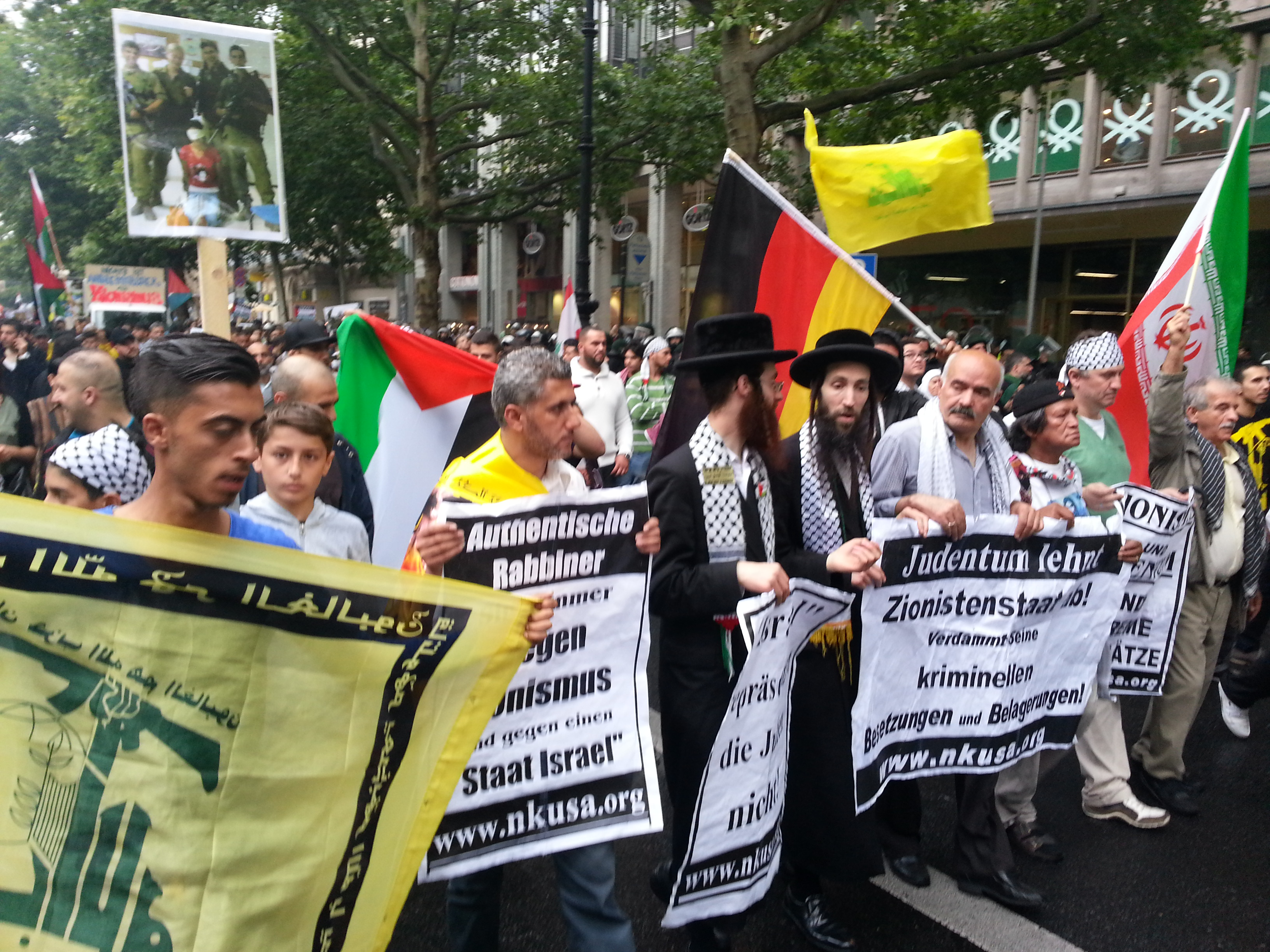
Naturei Karta. Membres soutenant la cause palestienne à Berlin,  en 2014.
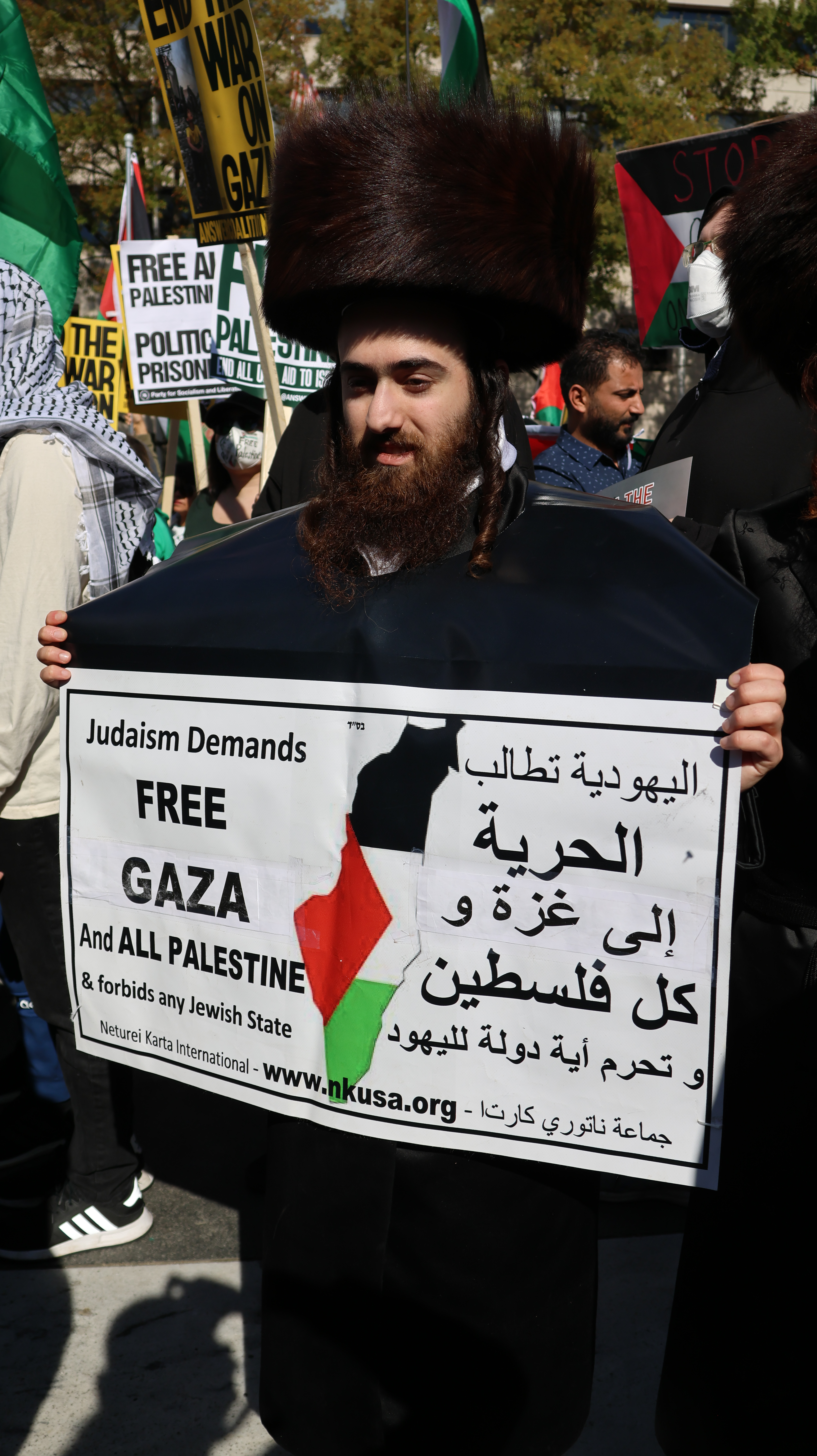
'Naturei Karta. Membres soutenant la cause palestienne à Washington D.C, 2023.